# خفاش کالیفرنیا
خفاش کالیفرنیا (نام علمی: Myotis californicus) نام یک گونه از سرده خفاش گوش‌موشی است.